# Hochwasserrückhaltebecken Herrenbach
Das Hochwasserrückhaltebecken Herrenbach (auch Herrenbachstausee genannt) quert die Kreisgrenze zwischen dem Rems-Murr-Kreis und dem Landkreis Göppingen in Baden-Württemberg (Deutschland). Es liegt im Ostteil des Schurwalds bei Adelberg und Schorndorf-Unterberken. Betrieben wird es – wie die Hochwasserrückhaltebecken Christental und Simonsbachtal – vom Wasserverband Fils.
Das Hochwasserrückhaltebecken wurde in den 1970er Jahren nach wiederholten Überschwemmungen im Herrenbachtal angelegt. Der 22 m hohe und 220 m lange Staudamm aus Erdmaterial kann knapp 2 Mio. m³ Wasser zurückhalten. Der Stausee ist ständig zu einem Teil eingestaut. Der See hat eine Wassertiefe von bis zu 18 Metern und eine Fläche von rund 17 ha. Er hat eine Vorsperre, die durch einen Vordamm von der Hauptsperre getrennt ist. Der Stausee dient auch der Niedrigwasseraufhöhung der Fils.
Seine Umgebung ist wegen seiner landschaftlich schönen Lage zu einem beliebten Naherholungsgebiet für Wanderer und Spaziergänger geworden. Er selbst wird nur von Anglern für Freizeitzwecke genutzt.

## Siehe auch

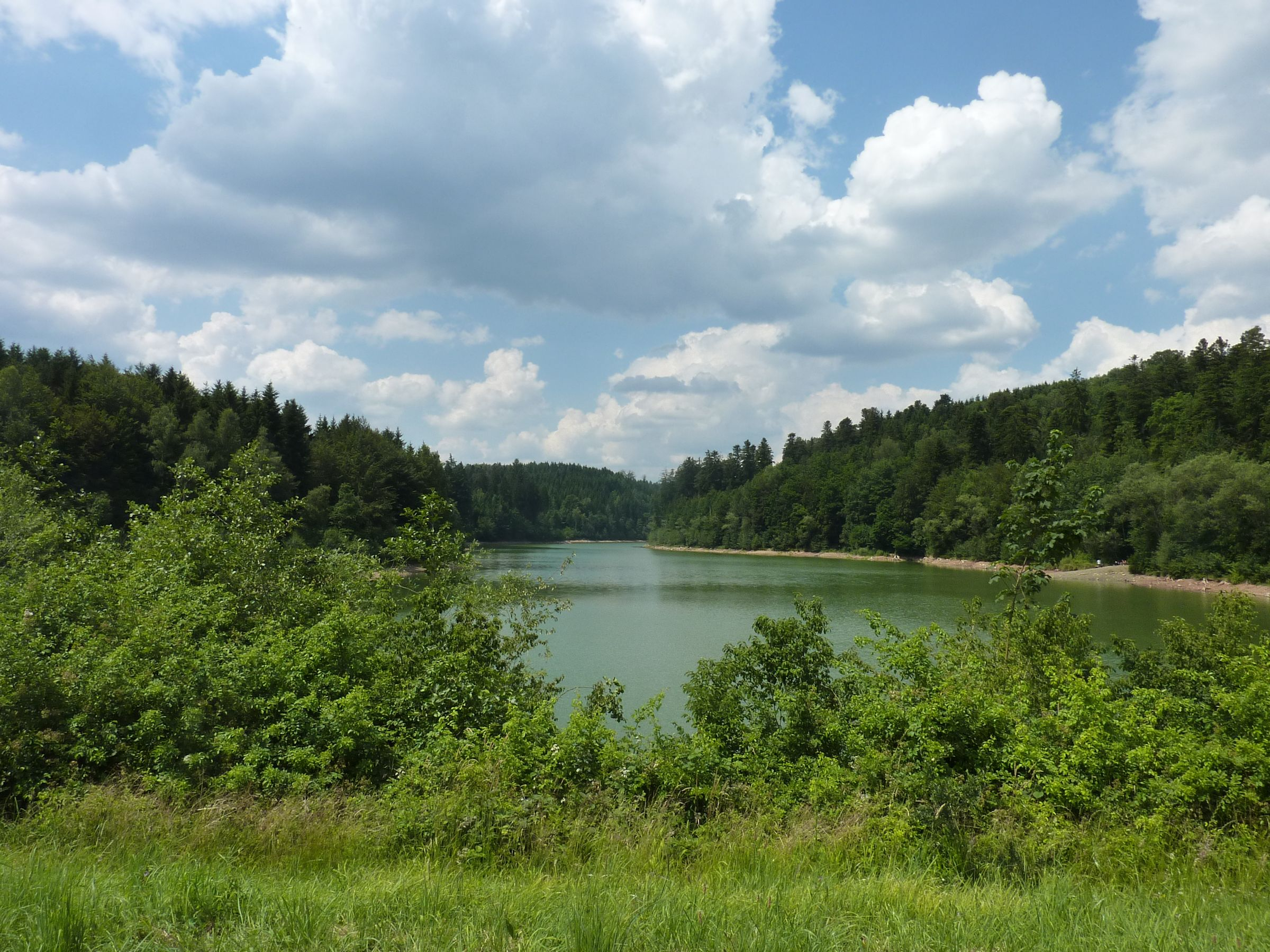
Herrenbachstausee im Juni 2014